# مکاشفه یوحنا (فیلم)
«مکاشفه یوحنا» (انگلیسی: The Book of Revelation (film)) یک فیلم است که در سال ۲۰۰۶ منتشر شد. از بازیگران آن می‌توان به تام لانگ، گرتا اسکاکی، کالین فریلز، نادین گارنر و آنا تورو اشاره کرد.